# Jardinier à huppe orange
Amblyornis subalaris
Espèce
Statut de conservation UICN

 LC  : Préoccupation mineure
Le Jardinier à huppe orange (Amblyornis subalaris) est une espèce d'oiseau jardinier de la famille des Ptilonorhynchidae.

## Description
Il mesure environ 22 cm de long et a une couleur brune avec des reflets olives. Le mâle a une courte crête orange qu'il peut replier et rendre invisible.

## Distribution
Elle se présente sous la forme de deux rubans discontinus dans les montagnes du sud-est de la Nouvelle-Guinée, de la rivière Angabunga au mont Suckling puis dans les montagnes Simpson et Moiba.

## Hybridation naturelle
Frith (1970) a montré que A. subalaris et A. macgregoriae vivent en sympatrie très localement dans les montagnes Owen Stanley, dans le secteur de la rivière Aroa. En effet, d’après les indications de localisations et d’altitudes de spécimens en peaux du British Museum, il a pu déterminer que certains spécimens d’A. subalaris vivaient à 160 km à l’est de leur répartition connue et au-delà de l’altitude habituelle. Frith & Frith (2009) pensent que les deux espèces peuvent occasionnellement se rencontrer et, plus rarement, s’hybrider. Il est pourtant difficile de concevoir qu’un système de parade avec un berceau aussi différent (hutte pour subalaris et mât pour macgregoriae) puisse engendrer une quelconque hybridation (Ottaviani 2014).

## Découverte, historique
C’est Andrew Goldie qui découvrit cette espèce dans les monts Astrolabe (Owen Stanley) dans le sud-est de la Nouvelle-Guinée. Mais il s’agissait d’un exemplaire femelle et c’est à Karl Hunstein que revint la découverte du premier spécimen mâle en plumage adulte avec sa huppe orange, la même année et au même endroit. Il est clair que cet oiseau jardinier était connu, depuis la nuit des temps, par les indigènes Koari vivant sur les contreforts sud des monts Owen Stanley et qui portaient, dans leurs coiffes, des plumes de couleur orange de ces fameuses huppes (Ottaviani 2014).

## Habitat
L’oiseau jardinier à huppe orange est associé à la forêt primaire et secondaire pourvue de plus petits arbres appartenant notamment aux genres Lithocarpus et Castanopsis en moyenne montagne entre 650 et 1 300 m, occasionnellement à 1 500 m. Il fréquente les différentes strates de la forêt y compris la canopée (Frith & Frith 2009).

## Alimentation
Elle n’est pas documentée et elle consisterait probablement en fruits et en insectes.

## Construction de la hutte
Schultze-Westrum in Grzimek et al. (1984) a fait une bonne description de la hutte, je le cite in extenso : « A l’intérieur d’une palissade circulaire se dresse un toit en forme de tente d’une hauteur de 60 cm environ et d’une largeur de 90 cm, posé au-dessus d’un fond tapissé de mousse et fixé à un jeune tronc d’arbre situé en son milieu. Autour de ce tronc, l’oiseau érige encore un mât à partir du sol. Le toit est ouvert sur l’un des côtés. La tour centrale divise cette ouverture en deux entrées reliées entre elles par un tunnel circulaire passant derrière la colonne. Cette tour centrale est faite de fibres sombres provenant du tronc d’une fougère arborescente et est richement décorée de fleurs multicolores, de baies, de feuilles et d’ailes de coléoptères. Le mâle parsème également la cour, tapissée de mousse, avec des fruits rouges, quelques fleurs et des baies qu’il renouvelle constamment. »

## Parade nuptiale
Elle serait similaire à celle de l’oiseau jardinier de MacGregor mais elle n’a pas été décrite en détail. À l’apparition d’une femelle, un mâle, lançant des cris de signalement sonores, entre précipitamment dans sa hutte et émet des vocalises variées et en sourdine. Quand la femelle se place devant la construction, les cris du mâle deviennent encore plus doux puis, soudain, il se précipite au dehors toute huppe hérissée en produisant un pop criard suivi d’un    craquement. Si elle reste devant la hutte, l’accouplement peut avoir lieu (Frith & Frith 2009).

## Statut et conservation
BirdLife International (2013) liste l’espèce en « préoccupation mineure » car elle vit sur un assez grand territoire et présente des effectifs stables sans menace notable. Selon Frith & Frith (2009), elle est localement commune à travers son aire mais rarement observée en dehors de son berceau. Les huppes des mâles sont très prisées par la population locale des monts Owen Stanley comme ornement et pour le marché des plumes.